# Kashmar
Kāshmar (farsi کاشمر) è il capoluogo dello shahrestān di Kashmar, circoscrizione Centrale, nella provincia del Razavi Khorasan in Iran. Aveva, nel 2006, una popolazione di 81.527 abitanti. Si trova 217 km a sud-sud-ovest di Mashhad. Anticamente la città era conosciuta con il nome di Torshiz (ترشیز). I più importanti prodotti del luogo sono i tappeti, lo zafferano, l'uva e l'uva sultanina.
Nel villaggio di Namaq si trova la tomba di Sheikh Abol Hassan, gnostico, padre di Sheikh Ahmad-e Jami, poeta sufi che qui nacque e il cui mausoleo si trova a Torbat-e-Jam.